# 5de Regiment Lansiers
Het 5de Regiment Lansiers (5° Lansiers, 5L) was een Belgisch cavalerie-regiment ontstaan in het prille begin van de Eerste Wereldoorlog.
Het 5° Lansiers (5L) heeft zich vanaf zijn ontstaan al direct onderscheiden op het slagveld, vandaar ook de leuze: "AB ORIGINE FORTIS".

Kort na het einde van WOI is 5L ontbonden, het werd heropgericht aan het begin van de Koude Oorlog. Na toetreding tot de NAVO moest België noodgedwongen zijn strijdkrachten uitbreiden.

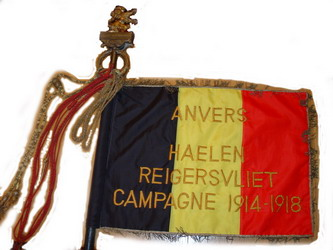
Standaard 5 Regiment Lansiers

Eind jaren 60 werd het opnieuw ontbonden, de Tradities en Standaard worden nog jarenlang toegewezen aan opleidings- en vormingseenheden van de Cavalerie.
In 1995 werden de Standaard en Tradities overgedragen aan het Territoriaal Regiment Lansiers - Provincie Limburg. Een nieuw opgerichte reserve-eenheid, verantwoordelijk voor de militaire verdediging van de provincie Limburg. 

## Geschiedenis

### 1870 – 1914 (kolonisatie van Afrika en de eenwording van de Duitse Staat)
Op 11 november 1913 wordt bij Koninklijk Besluit nummer 181bis, beslist tot een grote reorganisatie van het Leger op vredesvoet. Daarin wordt onder meer voorzien in de oprichting van nieuwe Cavalerie-eenheden, namelijk het 5de Lansiers, en het 3de, 4de en 5de Jagers te Paard. Op het ogenblik van de mobilisatie zullen enkel het 5de Lansiers en 4de Jagers te Paard zijn opgericht. Een Ministeriële onderrichting schrijft voor dat uitsluitend elitemanschappen mogen worden aangeduid voor het 5de Lansiers, hierdoor is het al vanaf haar ontstaan op 13 december 1913 één der puikste regimenten van het Leger. Het 5de Lansiers is dus voorbestemd tot de rol van elite-eenheid binnen een prestigekorps. De manschappen voor het 5de Lansiers worden onder meer geleverd door de bestaande Cavalerieregimenten en komen hoofdzakelijk van het 1ste, 2de, 3de, 4de Lansiers, het 2de Gidsen, het 2de en 4de Jagers te Paard en de Gendarmerie. Samen met het 4de Lansiers vormt het de 2de Brigade van de Cavaleriedivisie, de 1ste Brigade bestaat uit het 1ste en het 2de Gidsen.

### 1914 – 1918 (Eerste Wereldoorlog)
Op de ochtend van 4 augustus 1914 valt Duitsland Nederland binnen. Vier dagen later, op 8 augustus 1914, is de Cavaleriedivisie, onder bevel van Luitenant-generaal L. de Witte, in de streek van Sint-Truiden verspreid. Op 12 augustus 1914 wordt het 5de Lansiers opgesteld ten zuidoosten van Loksbergen bij Halen. Daar op het slagveld, zal de korpscommandant, kolonel Xhardez, uit handen van Luitenant-generaal L. de Witte, commandant van de Ruiterijdivisie, in naam van Z.M. Koning Albert I, de Standaard ontvangen. Een gebeurtenis die wellicht enig is in de Belgische militaire geschiedenis. Het 5de Lansiers telt op dat ogenblik 30 officieren en 502 onderofficieren en manschappen.

#### Haelen
Op 12 augustus 1914, omstreeks 9 uur, worden het 3de en het 4de Eskadron van het 5de Lansiers, afgestegen opgesteld ten oosten van Loksbergen, aan de rechterflank van het 4de Lansiers. Het 1ste Eskadron is ingezet ten noorden van Loksbergen, aan de voet van de Mettenberg, ter verdediging van de artilleriestelling van het 1ste Artillerie te Paard. De Divisie houdt het 2de Eskadron aanvankelijk in reserve. Wanneer omstreeks 13u30 de vijand zijn stormlopen te paard meer naar het zuiden (Velpen) verlegt, zal het 2de Eskadron, eveneens te voet, in versterking tussen het 1ste en het 3de Eskadron van het 4de Lansiers worden ingezet. Door de hardnekkige weerstand, waarbij het Regiment Karabiniers/Cyclisten een speciale vermelding verdient, slagen de Duitsers er niet in de artilleriestelling op de Mettenberg in te nemen. Acht vergeefse aanvallen, van vier Ruiterijregimenten, later afgewisseld door infanterieaanvallen, zorgen voor zware verliezen bij het 2de Duitse Cavaleriecorps van Generaal von der Marwitz. Tegen de avond breekt de vijand dan ook het gevecht af en trekt zich 15 km ten oosten van de Gete terug. Het 5de Lansiers, dat 4 doden en 27 gewonden betreurt, wordt voor dit roemvolle wapenfeit op de dagorders van het Leger vermeld en zijn nieuwe Standaard zal voortaan, in gulden letters, zijn eerste citatie dragen: "HAELEN".

#### Antwerpen
Vanaf 20 augustus 1914 maakt het 5de Lansiers deel uit van de verdedigingstroepen van Antwerpen. Op 25 augustus worden talrijke patrouilles en verkenningen uitgevoerd in de streek van Beersel, Werchter en Tremelo. Op 26 augustus wordt de vijand belet zijn plannen door te zetten te Geel, Diest, Aarschot, Putte, Kortenaken en Schriek. Op 9 september valt het 5de Lansiers de vijand aan in Langdorp en in de omgeving van Rillaar en Diest. Op 10 september krijgt het 5de Lansiers, versterkt met een compagnie Cyclisten, de opdracht het kasteel van Linden in te nemen. Nog verscheidene opdrachten van storen van de vijand worden met succes volbracht. De vermelding “ANTWERPEN” op de Standaard wordt toegekend ter erkenning van de moed en de heldhaftigheid waarvan het 5de Regiment Lansiers de bewijzen heeft geleverd tijdens de belegering van Antwerpen.

#### Loopgravenoorlogaan deIJzer

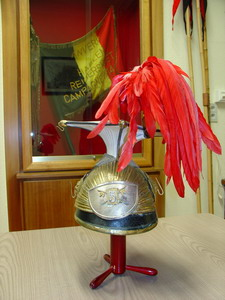
Tschapska 5L

Tijdens de slag aan de IJzer is het 5de Regiment Lansiers aanvankelijk opgesteld te Stadenberg om er, in verbinding met het Franse Leger, de rechterflank van het Belgische Leger te helpen dekken. Het onderscheidt zich tijdens de talrijke contacten met de vijand, hierbij worden vele staaltjes van heldenmoed getoond. In de nacht van 26 juli 1917 zorgt een patrouille, samengesteld uit Cavaleristen van het 4de en het 5de Lansiers, voor een bijna amusante anekdote. Op dat ogenblik belast met de kustwacht, maakt het de bemanning, van een te Wissant (Frankrijk) gestrande vijandelijke Duitse duikboot, krijgsgevangen. 

#### Reigersvliet
Op 6 maart 1918 begint het gevecht aan de “Reigersvliet”. De Reigersvliet is een gracht van 1,5 tot 2 meter breed en 1 meter diep, die te Stuivekenskerke in de kleine Beverdijk vloeit, die zich op haar beurt in de IJzer werpt. “De Grote Wacht” van Stuivekenskerke bestaat uit twee loopgraven achter de Reigersvliet met een groep kleinere loopgraven die een bruggenhoofd vormden en verder 7 voorposten in een halve cirkelvorm over 1600 meter verspreid. Bij twee hardnekkige gevechten aan de Reigersvliet (6 en 18 maart 1918) verliest het 5de Lansiers 2/3 van zijn daar ingezette effectieven. Omwille van het moedige gedrag voegt zich de vermelding "REIGERSVLIET" bij op de Standaard.

#### Het Bevrijdingsoffensief
Het grote bevrijdingsoffensief wordt op 28 september 1918 ontketend en leidt uiteindelijk tot de wapenstilstand op 11 november 1918. Op die dag voert het 5de Lansiers zijn laatste oorlogsopdracht uit: een waarnemingsopdracht langs de Hollandse grens. Het 5de Regiment Lansiers, pas gevormd bij het uitbreken van de oorlog, mag er fier op zijn dat het de haar opgelegde taken steeds glorievol heeft vervuld. Haar Standaard, ontvangen op het Slagveld van Halen zelf, keert uit de oorlog terug, bedekt met citaties en krijgt de toelating de Nestel met de kleuren van het Oorlogskruis te dragen. Achtentachtig helden van het 5de Lansiers zijn gevallen op het veld van Eer voor de verdediging van onze vrijheden.

### 1918 – 1940 (interbellum)
Na de oorlog keert het 5de Regiment Lansiers terug naar zijn garnizoensstad Mechelen. Nadien maakt het deel uit van de bezettingstroepen in Duitsland, tot het op 29 oktober 1923 wegens reorganisatie van het Leger wordt ontbonden. Tijdens de mobilisatie van 1939 wordt het 5de Lansiers niet terug samengesteld. Doch de oudgedienden van het 5de Régiment Lansiers bleven niet stilzitten. In 1929 richten zij de "Verbroedering der Oudstrijders van het 5 Lansiers" op. In 1931 wordt, op kosten van de Verbroedering een gedenkplaat "Aan Onze Helden" onthuld te Mechelen (kazerne Gen Baron Michel) Na de afbraak, in 1969, van de kazerne te Mechelen bleef de gedenkplaat gevrijwaard en vond in 1986 een nieuw onderkomen in de kazerne Libbrecht te Leopoldsburg. In 1934 wordt de 20ste verjaardag van de "Slag der Zilveren Helmen" gevierd te Halen. Voor die gelegenheid onthuld de Verbroedering te Loksbergen(Halen) opnieuw een monument.

### 1945 – 1989 (Koude Oorlog)

#### Reorganisatie 1950
Binnen de Belgische Bezettingsstrijdkrachten drong zich een reorganisatie op door de toetreding van België tot de NAVO (4 april 1949). De "Interventiemacht" werd fors uitgebreid met één extra InfanterieDivisie (ID) en één PantserDivisie (PD). Wat resulteerde in twee infanteriedivisies en één pantserdivisie op vredesvoet, aangevuld met nog twee (reserve)infanteriedivisies op oorlogsvoet. De twee infanteriedivisies op vredesvoet waren de 1ste ID, die reeds bestond, en de nieuw opgerichte 4de ID (12 maart 1951). Daarbij kwam ook nog de 16dePD, opgericht 1 februari 1951. Om deze nieuwe divisies van personeel en materieel te voorzien, werden er tal van nieuwe eenheden opgericht. Daaronder ook het 1ste Bataljon Zware Tanks (1BnZwTnks). Dat een onderdeel wordt van de 1ste ID en dus eigenlijk toebehoorde aan de "Infanterie". Ook de Binnenlandse Verdedigingsstrijdkrachten ondergaan een reorganisatie. Op oorlogsvoet kwam er één infanteriedivisie bij, de 5de (reserve) ID wordt opgericht op 27 februari 1952. Eén van de reserve-eenheden die daartoe behoorde was het 5de Lansiersbataljon. In 1955 wordt de "Standaard 5de Régiment Lanciers" toegekend aan het 5de Lansiersbataljon, dat sinds 1 december 1952 op oorlogsvoet als Zware (reserve)Tankeenheid is voorzien (MobilisatieKern MK21). Het 5de Lansiersbataljon beschikt over de Sherman M4A3-tank en de Chaffee M24-tank. Op 6 juli 1953 volbrengt het 5de Lansiersbataljon een eerste wederoproeping van 30 dagen, inclusief een 6-daagse schietperiode te Elsenborn. Op 20 juli 1955 wordt het bataljon opnieuw samengesteld voor alweer een 24-daagse wederoproeping te Beverlo en Elsenborn. In 1957 wordt het omgevormd tot een Middelzware (reserve)Tankeenheid. In oktober 1959 volbrengt het zijn laatste wederoproeping van 25 dagen, ditmaal enkel te Beverlo. CO op dat ogenblik is Maj(Res) Verhaegen H. en de RSM is 1OWM Govaerts. Het bataljon zal ontbonden worden op 01 juli 1960.

#### Reorganisatie 1956-57
De "Interventiemacht" wordt opnieuw gereorganiseerd, de 4de ID gaat over naar de reserve en de 3de ID, die enkel op oorlogsvoet bestond, wordt volledig afgeschaft. De 1ste ID en de 16dePD blijven behouden. Ook het 1BnZwTnks blijft toegewezen aan de 1ste ID. Bij de Binnenlandse verdedigingsstrijdkrachten wordt ook de afschaffing van de 5de ID overwogen.

#### 1960, LANDCENT
De interventiemacht neemt de Landcent-organisatie aan, wat resulteert in de zoveelste reorganisatie. De 1ste ID en de 16dePD worden beiden hervormd in PantserInfanterieDivisies. Met elk dezelfde samenstelling, namelijk twee PantserInfanterieBrigades en één PantserBrigade. De benaming wijzigt van 1ste InfanterieDivisie en 16de PantserDivisie naar 1ste en 16de Divisie. Vanaf nu gaan ook alle tanks naar het Pantserwapen, wat erop neer komt dat ook het 1ste Bataljon Zware Tanks niet langer onder het Infanteriewapen valt. Waarschijnlijk heeft men bij het Pantserwapen van deze gelegenheid gebruik gemaakt om het 1BnZwTnks van naam te veranderen, om zo terug te kunnen aanknopen met oude tradities. Aangezien de reserve- eenheid het 5de Lansiersbataljon net ontbonden was, werden de Standaard en de Tradities overgedragen aan het 1BnZwTnks. Dat daarmee een hoofdstuk "Infanterie" afsloot en een nieuw hoofdstuk "Cavalerie" aanvatte, met als benaming 5de Lansiersbataljon.

#### Lüdenscheid
In 1960 wordt het 1ste Bataljon Zware Tanks geleidelijk omgevormd tot het 5de Lansiersbataljon. Het zal tot 1 december 1960 duren vooraleer het officieel die benaming krijgt. Ook wijzigt de samenstelling en wordt het een Middelzware Tankeenheid. Het 1BnZwTnks was over drie garnizoensteden verspreidt (Lüdenscheid, Soest en Siegen). Door de wijziging in samenstelling zal het D-Eskadron in Siegen ontbonden worden en zal het personeel de rest van de eenheid in Lüdenscheid vervoegen. Uitgezonderd het B-Eskadron dat nog tot 10 augustus 1962 in Soest gelegerd blijft. Het nieuwe 5de Lansiersbataljon ontstaat dus uit de schoot van het 1 Bataljon Zware Tanks, dat van naam verandert, maar voorts het volledige personeel behoudt. Samenstelling op 1 december 1960: Staf, Esk Staf & Diensten, A & C-Eskadron en een Medisch Detachement te Lüdenscheid (Kwartier YZER). Het B-Eskadron verblijft te Soest (Kwartier KANAAL van WESSEM). Buiten de algemene diensten beschikt de Staf ook over een peloton verkenners, de eskadrons zijn samengesteld uit een staf en 3 tankpelotons. Ieder peloton beschikte over 5 tanks. Het 5 Lansiersbataljon beschikte over de M47-Patton, een tank die in 1951 in productie ging. Dit als antwoord op de escalerende conflicten in Korea. Er was destijds te weinig tijd om een opvolger van de M46 te ontwikkelen. Daarom plaatste men de geschutskoepel van de T42(geplande opvolger) op het onderstel van de M46 en de M47-Patton was geboren. De T42 zou, buiten de geschutskoepel, nooit geproduceerd worden. De M47-Patton had een 90mm kanon, een .50 kaliber machinegeweer en één coaxiaal machinegeweer kaliber .30. De bemanning bestond uit 4 personen: lader, kanonnier, chauffeur en wagenoverste. Gemiddelde snelheid 48 km/h, met een actieradius van maar 130km. Deze tank was ook niet geschikt voor het gevecht in NBC omstandigheden en enkel uitgerust met infrarood nachtzichtapparatuur.
Op 6 december 1960 krijgt het 5de Lansiersbataljon officieel de Standaard en Tradities van het "5de Régiment Lanciers" toegewezen. De voertaal van de eenheid is voortaan Nederlands. Luitenant-generaal GRAHAY overhandigt op 18 maart 1961 de Standaard "5de Régiment Lanciers" aan LKL BELET. In het jaar 1965 wordt het stadje Attendorn(D) getroffen door overstromingen. Belgische militairen, die daar gekazerneerd zijn, helpen de plaatselijke bevolking. Op 5 en 6 december 1965 wordt er ook een detachement van het 5de Lansiersbataljon naar Attendorn gestuurd om te helpen.
Op 16 september 1967 slaat het noodlot voor het eerst toe, tijdens een manoeuvre in Bergen-Höhne, wordt de CO, LKL SBH Goffin overreden door een tank.
Volgens een getuige, destijds WM Kroo: "Tijdens die beruchte manoeuvres in Höhne waarbij de kolonel verongelukte in 1967 hebben wij over dit ongeval de volgende uitleg gekregen. Dat het voertuig van de kolonel was vastgereden in een verplichte doorgang (modder) en dat hij (de kolonel) zou gezegd hebben tegen zijn chauffeur van uit te stappen en het voertuig trachten los te duwen en dat hij (de kolonel) het stuur overnam, eens uit de modder had de kolonel gezegd van naast hem te komen zitten en dat hij wel verder achter het stuur zou rijden. Op de plaats gekomen, bij de tanks die in formatie "wisselstelling" stonden, om te vuren en daarna achteruit te rijden, was de kolonel vermoedelijk te kort achter een tank gaan staan met als gevolg dat deze tank tijdens het achteruit rijden over de jeep van de kolonel is gereden. De chauffeur, die op de plaats van de passagier zat, kon er uitspringen maar de kolonel niet, met het bekende gevolg. De chauffeur van de tank hebben ze moeten afvoeren in shocktoestand". Over de radio hoorden we na het ongeval: "Silence Silence, stay out the air"
Ook in 1968 wordt het bataljon nogmaals geconfronteerd met een tragisch ongeval, in bevolen dienst komen de Soldaat Meeus en de Opperwachtmeester Van de Putte op datum van 11 november te overlijden. In de jaren 1964, 1966 en 1968 mag het bataljon de Wacht aan het Koninklijk Paleis te Brussel verzorgen.
Van 29 augustus tot 03 september 1966 wordt er deelgenomen aan de gerenommeerde CAT, Canadian Army Trophy (Wedstrijdschieten voor tankeenheden).
De zustereenheden waren:
- 4/7th Royal Dragoon Guard (Verenigd Koninkrijk)
- Lord Strathcona's Horse-Royal Canadians (Canada)
- 204 Panzer Bataillon (Duitsland)
- Peterstad: Mechelen

#### Reorganisatie Landmacht in 1969
Twee brigades in Duitsland (BSD) worden afgeschaft, met name de 16de InfanterieBrigade en de 18de PantserBrigade. Een aantal eenheden van deze brigades worden overgeplaatst naar België of afgeschaft, dit laatste werd het lot van het 5de Lansiersbataljon. 1969 wordt het jaar van de langzame ontbinding. In de eerste helft van het jaar behoort de eenheid, op oorlogsvoet, toe aan de Binnenlandse Strijdkrachten en op vredesvoet zijn ze een steuneenheid van het 1 BE Korps. Op 24 juni 1969 wordt het 5de Lansiersbataljon hervormd naar een Opleidings- en Demonstratiecentrum (ODC PsT) te Leopoldsburg. Op 1 juli 1969 wordt het 5de Lansiersbataljon geschrapt in de organisatie van de Landmacht. Het Opleidings- en Demonstratiecentrum voor Pantsertroepen neemt de Standaard en Tradities over. De benaming wijzigt in: Instructiebataljon Leopard¹. Op 1 september 1969 krijgt het Instructiebataljon Leopard de benaming 5de Lansiers, op oorlogsvoet wordt het omgevormd tot één onafhankelijk eskadron Leopard, met benaming Esk 5de Lansiers. Nadat de hervorming compleet is, wordt, op 17 oktober 1969, LKL De Clercq F. benoemd tot Korpsbevelhebber. ADC Tounneau A. is reeds aangesteld als RSM op datum 31 augustus 1969. In 1971 wordt de benaming nog eens gewijzigd in "Groep Leopard".
Twee brigades in Duitsland (BSD) worden afgeschaft, met name de 16de InfanterieBrigade en de 18de PantserBrigade. Een aantal eenheden van deze brigades worden overgeplaatst naar België of afgeschaft, dit laatste werd het lot van het 5de Lansiersbataljon. 1969 wordt het jaar van de langzame ontbinding. In de eerste helft van het jaar behoort de eenheid, op oorlogsvoet, toe aan de Binnenlandse Strijdkrachten en op vredesvoet zijn ze een steuneenheid van het 1 BE Korps. Op 24 juni 1969 wordt het 5de Lansiersbataljon hervormd naar een Opleidings- en Demonstratiecentrum (ODC PsT) te Leopoldsburg. Op 1 juli 1969 wordt het 5de Lansiersbataljon geschrapt in de organisatie van de Landmacht. Het Opleidings- en Demonstratiecentrum voor Pantsertroepen neemt de Standaard en Tradities over. De benaming wijzigt in: Instructiebataljon Leopard. Op 1 september 1969 krijgt het Instructiebataljon Leopard de benaming 5de Lansiers, op oorlogsvoet wordt het omgevormd tot één onafhankelijk eskadron Leopard, met benaming Esk 5de Lansiers. Nadat de hervorming compleet is, wordt, op 17 oktober 1969, LKL De Clercq F. benoemd tot Korpsbevelhebber. ADC Tounneau A. is reeds aangesteld als RSM op datum 31 augustus 1969. In 1971 wordt de benaming nog eens gewijzigd in "Groep Leopard".

### 1989 – heden (na de Koude Oorlog)
Door de grote reorganisatie, begin jaren 90, worden verschillende eenheden teruggetrokken uit Duitsland (Belgische Strijdkrachten in Duitsland). Zo smelten op 30 juni 1994 de Regimenten 1ste en 2de Gidsen samen en vormen zij voortaan het Regiment Gidsen. Dit nieuwe Regiment krijgt zijn nieuwe thuis in Leopoldsburg, waar het samen met de Groep Leopard en de Groep CVR-T (uit Stockem bij Aarlen) de Pantsercavalerieschool (PsCavSch) vormen. Op 21 oktober 1994 ontvangt de Pantsercavalerieschool haar nieuwe Standaard. De school heet vanaf dan Pantsercavalerieschool – Regiment Gidsen (PsCavSch-RG). De Standaard van het 5de Lansiers wordt, samen met de tradities, toegekend aan de reserve-eenheid Territoriaal Regiment Lansiers. Deze eenheid ontvangt te Peutie op datum van 23 juni 1995 de Standaard van het 5de Lansiers uit handen van Luitenant-generaal Charlier. Tijdens zijn 10-jarig bestaan zal deze reserve-eenheid de eer en de tradities van het 5de Regiment Lansiers hoog houden. Op datum van 25 oktober 2005 wordt het Territoriaal Regiment Lansiers ontbonden en vindt de Standaard van het 5de Lansiers onderdak in het Defensiehuis te Hasselt.
Tijdens de Sint-Jorisparade van 2007 overhandigd kolonel SBH Joris R., Provinciecommandant van Limburg, de Standaard van het 5de Lansiers aan Luitenant-kolonel Schouwaerts G., Korpscommandant van het Departement Vorming Cavalerie (Dpt Vmg Cav). Dit gebeurt onder het Voorzitterschap van Luitenant-generaal Jennart. Zo wordt op datum van 25 april 2007, de vroegere Cavalerieschool van Leopoldsburg, opnieuw eigenaar van de Standaard en Tradities van het "5de Régiment de Lanciers".
In 2012 fusioneren de Infanterie- en de Cavalerie-eenheden in de medium bataljons. Vanaf dan is ook de vorming Infanterie en Cavalerie gegroepeerd in het nieuwe Departement Manoeuvre in Stockem en Leopoldsburg. Dit departement neemt bij zijn ontstaan de Standaard en de tradities over van het Regiment Gidsen.
De Standaard van het 5 Lansiers verhuisd dan, net als alle Standaarden van de Territoriale Regimenten, naar het Legermuseum te Brussel - KLM.

## Historiek Standaard
De Standaard van het 5de Regiment Lansiers werd op 12 augustus 1914, de ochtend van de Slag van Halen, op het slagveld door Luitenant-generaal L. de Witte, commandant van de Ruiterijdivisie overhandigd aan kolonel Xhardez, korpscommandant van het op 13 december 1913 opgerichte Regiment. De uitreiking van een Standaard op het slagveld is wellicht enig in de annalen van de Belgische militaire geschiedenis. Tijdens deze "Slag der Zilveren Helmen" kreeg de pas opgerichte eenheid de kans haar gevechtswaarde te bewijzen. Het 5de Lansiers werd voor zijn roemvolle inzet tijdens deze veldslag in de dagorders van het Belgische Leger vermeld en zijn nieuwe Standaard zal voortaan, in gulden letters, zijn eerste citatie dragen: "HAELEN". Het Regiment ontleende zijn latere leuze "AB ORIGINI FORTIS" aan dit wapenfeit.
De vermelding "ANVERS" op de Standaard werd toegekend ter erkenning van de moed en de heldhaftigheid waarvan de eenheid de bewijzen leverde tijdens de belegering van Antwerpen (augustus - september 1914).
Bij de twee hardnekkige gevechten aan de Reigersvliet (6 en 8 maart 1918) verliest het 5de Lansiers 2/3 van zijn ingezette effectieven. Omwille van hun moedig gedrag werd de vermelding "REIGERSVLIET" eveneens aan de Standaard toegevoegd.
De Standaard van het 5de Lansierregiment keerde bedekt met citaties terug uit de oorlog en kreeg de toelating om de nestel met de kleuren van het Oorlogskruis te dragen, evenals de vermelding "CAMPAGNE 1914-1918".
Tot aan zijn ontbinding in 1923 maakte het Regiment deel uit van de Bezettingstroepen in Duitsland. Nadien werd de Standaard in bewaring geven aan het Koninklijk Legermuseum.
In 1955 werd de Standaard toegekend aan het 5de Lansierbataljon. Wanneer deze reservetankeenheid in 1960 wordt afgeschaft, neemt datzelfde jaar het 1ste Bataljon Zware Tanks de benaming 5de Lansierbataljon over, samen met de tradities van het 5de Regiment Lansiers. Het 5de Lansierbataljon zal tot bij zijn afschaffing in 1969, gelegerd zijn te Lüdenscheid in Duitsland. Na de ontbinding van het Regiment bleef de Standaard in bewaring in het Opleidings- en Demonstratiecentrum voor Pantsertroepen (ODC PsT) te Leopoldsburg, dat in 1971 werd omgedoopt tot de "Groep Leopard".
In 1995 werd de Standaard van het 5de Regiment Lansiers, alsook zijn tradities toegekend aan het Territoriaal Regiment der Lansiers, de reserve-eenheid van de Provincie Limburg. Na de ontbinding in 2005 van deze reserve-eenheid werd de Standaard overgedragen aan het Provinciecommando Limburg.
Op datum van 25 april 2007, wordt de Standaard overhandigd aan het Departement Vorming Cavalerie te Leopoldsburg.
In 2012 fusioneren de Infanterie- en de Cavalerie-eenheden in de medium bataljons. Vanaf dan is ook de vorming Infanterie en Cavalerie gegroepeerd in het nieuwe Departement Manoeuvre in Stockem en Leopoldsburg. Dit departement neemt bij zijn ontstaan de Standaard en de tradities over van het Regiment Gidsen.
De Standaard van het 5 Lansiers verhuist dan, net als alle Standaarden van de Territoriale Regimenten, naar het Koninklijk Museum van het Leger en de Krijgsgeschiedenis te Brussel.

## Mutskenteken
Het mutskenteken stelt een czapka voor, het traditionele hoofddeksel van de Belgische Lansiers, dat door iedereen in het Regiment werd gedragen in 1914. Deze czapka is geplaatst op twee gekruiste lansen met de Koningskroon erboven en wordt omgeven door een tekstband die de regimentsleuze draagt: "Ab origine fortis". Dit kenteken, werd ontworpen door Kapitein-commandant Wolter-Hofman en in 1962 door de commissie goedgekeurd. Doch het mutskenteken werd pas effectief ingevoerd in de eenheid in de loop van 1966 en tot bij de ontbinding van het bataljon in 1969 gedragen. Het verving een eerder kenteken waarbij het cijfer "5" geplaatst stond op de kruising van twee lansen, omgeven door laurierbladeren en met daarboven de Belgische Koninklijke Kroon met onderaan de vermelding "Lanciers".

### Borsthanger
Deze borsthanger was het originele ontwerp voor de borsthanger van het 5de Lansierregiment, in 1962. Een schild deels amarant en deels blauw, met daarop het mutskenteken van het 5de Regiment Lansiers. Het geheel werd omgeven door een zilveren tekstband met daarop de spreuk: "Ab origine fortis". Dit originele ontwerp werd echter pas in gebruik genomen in 1997 door het Territoriaal Regiment Lansiers.
Omdat het beginjaren 1960 technisch nog niet mogelijk was om dit eerste ontwerp te realiseren, werd er een ander ontwerp gemaakt. Deze tweede borsthanger werd omstreeks 1966-67 ontworpen en bestaat uit een pantserhandschoen met "Goedendag" in zwart en wit op een amarant- en blauwkleurig schild, dat met een zilveren boord is omgeven. Het geheel wordt afgebeeld tegen een zwarte achtergrond.

### Regimentskleuren
Amarant en blauw zijn de achtergrondkleuren die voorkomen op het wapenschild en de borsthanger van het 5de Regiment Lansiers. Deze kleuren waren de overheersende kleuren van de Regimenten die manschappen leverden voor de vorming van het 5de Regiment Lansiers op 13 december 1913.

## Spreuken
De leuze: "AB ORIGINE FORTIS" ("Moedig/Sterk… vanaf het begin") herinnert aan het glorierijke gedrag van het pas gevormde Regiment, in het begin van de Eerste Wereldoorlog en meer in het bijzonder tijdens de slag te Halen.

## Wapenschild
Het wapenschild stelt een tschapka voor, het traditionele hoofddeksel van de Belgische Lansiers, dat door iedereen in het Regiment werd gedragen in 1914. Deze is geplaatst op twee gekruiste lansen met de Koningskroon erop. De kleuren, amarant en blauw, zijn de overheersende kleuren van de Regimenten die manschappen leverden voor de vorming van het 5de Regiment Lansiers in 1913. De leuze: "AB ORIGINE FORTIS" ("Moedig/Sterk… vanaf het begin") herinnert aan het glorierijke gedrag van het pas gevormde Regiment, in het begin van de Eerste Wereldoorlog en meer in het bijzonder tijdens de slag te Halen.

## Oorlogskruis
Het Oorlogskruis werd toegekend aan eenheden die, minstens, twee citaties op hun Standaard hadden. Aan de Standaard werd dan een nestel in de kleuren van het Oorlogskruis bevestigd. Het Oorlogkruis was een medaille die ook aan individuele militairen werd uitgereikt. Dit bronzen kruis werd toegekend aan militairen voor een daad van moed tegenover de vijand.